# Deb Olin Unferth

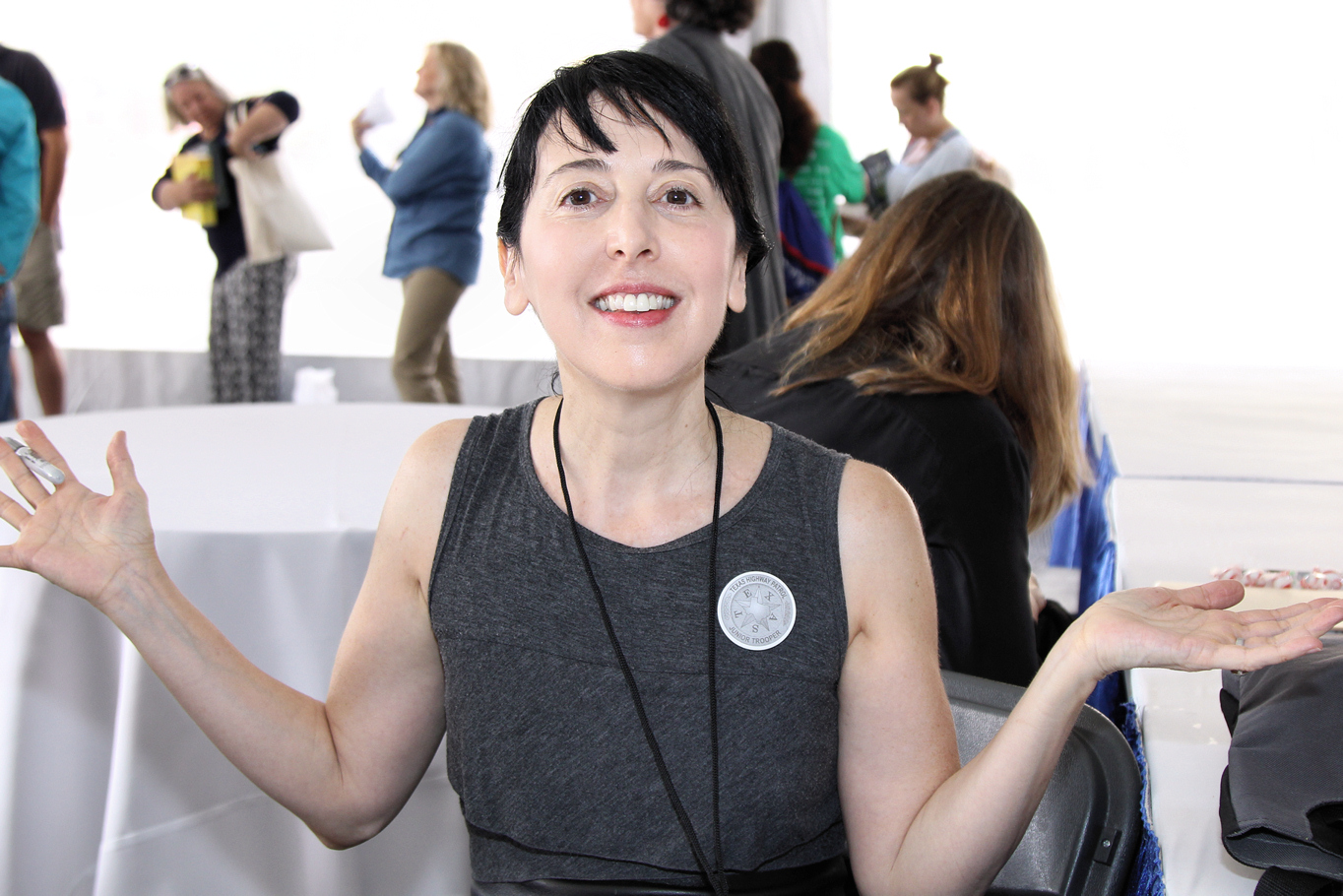
Deb Olin Unferth beim Texas Book Festival, 2017 (Foto: Larry D. Moore)

Deb Olin Unferth (* 19. November 1968) ist eine US-amerikanische Schriftstellerin. Sie veröffentlichte erzählende und essayistische Prosa sowie eine Graphic Novel. Seit 2014 ist sie Associate Professor am English Department der University of Texas. Unferth unterrichtet Creative Writing sowohl in akademischen Institutionen als auch in Hochsicherheitsgefängnissen.

## Werdegang
Als Studentin war Deb Olin Unferth Mitglied der Phi Beta Kappa. 1991 schloss sie ihr Studium der Philosophie an der University of Colorado mit B.A. ab, 1998 folgte der M.F.A. in Creative Writing an der Syracuse University. Sie war Assistant Professor am English Department der University of Kansas (2004–2009) und der Wesleyan University (2009–2012). Dort wurde sie 2012 Associate Professor, bis sie 2014 an die University of Texas berufen wurde. 2012 bot sie zum ersten Mal eine Schreibwerkstatt für Inhaftierte an und arbeitete ein Semester lang mit Inhaftierten der Cheshire Correctional Institution in Connecticut. 2015 folgte ein kontinuierlicher Schreibworkshop im Hochsicherheitstrakt eines Männergefängnisses im südlichen Texas (John B. Connally Unit).
Ab 2004 wurde ihr literarisches Schreiben gefördert, erstmals mit einem Fellowship in Prose des Illinois Arts Council. 2007 erschien der Band Minor Robberies, eine Sammlung von Kurzprosa. Im Folgejahr brachte sie, wieder bei Dave Eggers’ McSweeney’s, ihr Romandebüt Vacation heraus. 2009 nutzte sie einen Aufenthalt in der Künstlerkolonie Yaddo und erhielt zudem ein Stipendium der Warhol Foundation. Das Memoir Revolution ist ein autobiografisches Werk, welches eine Phase der Autorin als junge Collegestudentin behandelt, die aus privaten und politischen Gründen in San Salvador und Nicaragua lebt. Bereits 2005 hatte sie für Juan the Cellphone Salesman zum ersten Mal den Pushcart Prize erhalten, zwei weitere Auszeichnungen dort (2011 für Pet, 2013 für Likable) folgten.
2017 veröffentlichte Deb Olin Unferth gemeinsam mit der Zeichnerin Elizabeth Haidle die Graphic Novel I, Parrot. Die New York Times schrieb über die Situation der Protagonistin, diese befinde sich zwar nicht in der Hölle, jedoch in einer Art Fegefeuer (‚ ... having a purgatorial moment‘): Daphne ist damit beauftragt, 42 exotische Papageien zu hüten.
Die ‚Stories‘ Wait Till You See Me Dance (2017) und der Roman Barn 8 (2020) erschienen bei Graywolf Press. Der Erzählband versammelt Texte, die zuvor in Literaturzeitschriften wie Granta, McSweeney’s, NOON und Paris Review sowie in Harper’s Magazine erschienen sind. Der in The Guardian als ‚strange and brillant‘ bezeichnete Roman erzählt u. a. von einer Befreiungsaktion: 900.000 Hühner gilt es von einer industriellen Geflügelzucht zu retten. Als „ebenso klugen wie amüsanten Roman“ bezeichnete die Kritikerin der F.A.Z. das Buch, dessen deutscher Übersetzungstitel nach dem fiktiven Geflügelzuchtbetrieb (“Happy Green Family Farm”) Happy Green Family lautet.
Deb Olin Unferth lebt in Austin.

## Werk
- Minor Robberies. McSweeney’s Books, San Francisco, 2007
- Vacation. McSweeney’s Books, San Francisco, 2008
- Revolution. The Year I Fell in Love and Went to Join the War. Henry Holt, New York, 2011
- mit Elizabeth Haidle (Ill.): I, Parrot. Black Balloon, New York, 2017
- Wait Till You See Me Dance. Graywolf Press, Minneapolis, 2017
- Barn 8. Graywolf Press, Minneapolis, 2020
  - deutsch von Barbara Schaden: Happy Green Family. Wagenbach, Berlin, 2022, ISBN 978-3-8031-3344-1.

## Würdigungen
- 2005: Pushcart Prize
- 2009: VCU Cabell First Novelist Award[6]
- 2011: Pushcart Prize
- 2012: Finalistin beim National Book Critics Circle Award[7]
- 2013: Pushcart Prize